# Liam Lynch (Regisseur)
Liam Lynch (* 5. September 1970 in Akron, Ohio) ist ein US-amerikanischer Musiker, Puppenspieler und Regisseur.
Liam Lynch wurde vor allem als Regisseur von Musikvideos bekannt. Beispiele sind dafür das Musikvideo Times Like These der Band Foo Fighters oder das der Band Tenacious D zum Song Tribute. Er führte ebenfalls Regie beim Tenacious-D-Film Kings of Rock.

## Leben

### Die frühen Jahre
Als Liam Lynch drei Jahre alt war, bekam er einen Kassettenrecorder geschenkt und begann damit seine eigenen „Sendungen“ aufzunehmen.
Im Alter von neun Jahren übersiedelte er mit seiner Familie nach Hudson, Ohio, eine Kleinstadt. Dort begann er, gegen seine Umwelt zu rebellieren. Lynch lernte, Gitarre zu spielen und schrieb seine ersten Geschichten. In dieser Zeit traf er auch seinen besten Freund und späteren Kreativpartner, Matt Crocco, welcher von New York City nach Hudson gezogen war.
In der fünften Schulstufe nahm Lynch testweise an einem Programm für begabte Schüler teil. In diesem Programm waren drei Schultage pro Woche dafür reserviert, sich mit Wissenschaftlern zu treffen, in einem Fernsehstudio mitzuarbeiten, an Poesiekursen teilzunehmen und Museen zu besuchen, um die kreativen Fähigkeiten der Schüler zu fördern. Zu dieser Zeit wurden bei ihm Farbenblindheit, Legasthenie, Konzentrationsstörungen und eine Sehstörung diagnostiziert.
In der zehnten Schulstufe entschloss sich Lynch, ein eigenes Album aufzunehmen. Er sparte Geld, welches er durch Nebenjobs und Flohmärkte verdiente und ging damit zu einem lokalen Aufnahmestudio. Dort nahm er sein Soloalbum auf, bei dem er als Komponist und Produzent agierte sowie alle Instrumente einspielte.
Im Alter von siebzehn Jahren produzierte er ein weiteres Album, welches er mit den Einnahmen seiner Auftritte in der Umgebung finanzierte. Mit dem Geld, welches er mit dem zweiten Album verdienen sollte, wollte er ein Stipendium für begabte Kinder mit Lernschwächen ins Leben rufen.
Nachdem er seine Schullaufbahn an der Hudson High School abgeschlossen hatte, schrieb er sich an der Kent State University ein. Sein Freund Matt Crocco folgte ihm bald. „Die Leute auf der Kent sind noch größere Freaks als ich“, sagte Lynch zu dieser Uni. Er besuchte Kurse wie Schriftstellerei, Afrikanische Geschichte, Glasblasen und Bildhauerei.
Während Lynch studierte, zogen seine Eltern nach Louisville in Kentucky. Dort lernte er Michael Taylor und den Komponisten Phil Copeland kennen. Mittlerweile hatte Lynch das Interesse an der Kent University verloren und wechselte auf die Belmont University in Nashville, Tennessee. Diese Universität verließ er jedoch nach nur drei Schultagen. Man nimmt an, dass er wegen Copeland nach Nashville zog.
Er widmete sich weiter der Musik und spielte zu jener Zeit als Frontmann der Band „Owen’s Ashes“. Die Musik dieser Band war theatralisch und sehr komplex. Er mietete sich ein Studio und versetzte die Nashviller Musikszene mit seiner neuen Band in Aufruhr. Während dieser Zeit wurde er Brian Hardin vorgestellt, welcher einige Demos mit Owen’s Ashes aufnahm. Das geschah bei 16th Ave Sound, dem Quad Studios und Sound Barrier. Während dieser Aufnahme behauptete Lynch, dass seine Zeit bei der Band ein Fehler war: „Für drei Jahre in heruntergekommenen Bars zu spielen, auf Tour zu gehen und als Tellerwäscher zu arbeiten.“

### Die 1990er Jahre
Ein naher Freund fand einen Artikel im Rolling Stone Magazin: Sir Paul McCartney wollte eine einzigartige Schule für darstellende Kunst eröffnen (LIPA (Liverpool Institute for Performing Arts)). Er gab Lynch die Information, wie er sich dort bewerben könne. Lynch, zu diesem Zeitpunkt 26 Jahre alt, war einer von 40 Musikern, die weltweit ausgewählt wurden. Er war sogar einer jener fünf Schüler, die von McCartney handverlesen wurden, um Gitarre im Einzelunterricht zu lernen. Liam arbeitete dann in einigen Aufnahmestudios unter anderem mit dem Beatles-Produzenten George Martin oder dessen befreundeten Kollegen dem ex-Roxy Music Mitglied Brian Eno.
Während dieser Zeit erarbeitete er das Konzept für die „Sifl and Olly Show“. Lynch wollte etwas auf die Beine stellen, bei dem er auch die alten Musikaufnahmen verwenden konnte, die er und Matt Crocco einst aufnahmen. Als Weihnachtsgeschenk für Matt wollte er einen Film im Stop-Motion-Verfahren herstellen. Liam hatte aber weder das Geld noch die Ausrüstung für so ein Vorhaben. Alles, was er an Material fand, waren Socken. Aus diesen bastelte er Puppen, borgte sich eine Video Kamera und Sifl & Olly waren geboren. Später sagte Lynch: „Es hätten auch Kübel sein können…“
1996 sendete Lynch einige der Videos an MTV Europe mit der Idee, diese als Kurzfilme zwischen Sendungen oder Videoclips zu spielen. Nach einem Jahr waren diese Kurzfilme schon halbstündige Shows. 1997 kehrte er aus Liverpool nach Nashville zurück, um mit seinen alten Freunden Matt Crocco und Michael Taylor an der Sifl and Olly Show weiter zu arbeiten. Kurz ging er wieder nach Liverpool zurück, um sein Studium abzuschließen. MTV USA begann die Sifl & Olly Show zu senden (im Juli 1998) jedoch hielt sich die Show nur für zwei Staffeln. Das rief einen Fankult hervor, der als „Sockheads“ (Sockenköpfe) bekannt wurde. Es wurde geplant, eine dritte Staffel auf der MTV-Website zu veröffentlichen, dieses Vorhaben wurde jedoch nie umgesetzt. Die dritte Staffel ist heute nur auf DVD erhältlich.
Das Lied United States of Whatever wurde während der zweiten Staffel in einer der MTV-Episoden von Sifl & Olly gespielt. Nach Einstellung der Show nahm Lynch dieses Lied und veröffentlichte es auf einer Sampler-CD. Zu seiner Überraschung kam United States of Whatever in die Top Ten der britischen Charts. Schnell wurde das Lied als Single veröffentlicht und auch in den USA populär. Auch wurde das Lied für die Werbung zum Videospiel „Tony Hawk’s Underground“ verwendet. Tony Hawk hatte auch einen Gastauftritt in der dritten Staffel von Sifl & Olly.

### Die 2000er Jahre
Während der zweiten und dritten Staffel der Sifl & Olly Show nahm Liam ein Soloalbum mit dem Titel Fake Songs auf. Dieses Album wurde durch EMI in den USA am 9. April 2003 veröffentlicht (UK folgte im Juni 2003). Gemeinsam mit der CD kam eine DVD mit dem Titel „Fake Movies“ auf den Markt. Dort gab es unter anderem Puppentheater (Stop-Motion), Computeranimationen, Musikvideos, Satiren und Heimvideos sowie eine „Hinter den Kulissen“-Sektion zu sehen.
Während der Arbeiten am Album arbeitete Lynch auch für die Foo Fighters (UK Version des Songs Times Like These), produzierte eine DVD für No Doubt, Tenacious D, und Eagles of Death Metal und komponierte die Musik für die MTV-Animationsserie „Clone High“.
2005 führte Lynch Regie bei dem Sarah-Silverman-Film Jesus is Magic.
2006 veröffentlichte Lynch das Album How to Be a Satellite. Er führte auch beim Tenacious-D-Film Kings of Rock – Tenacious D Regie und spielte Gitarre auf dem dazugehörigen Soundtrack-Album The Pick of Destiny.

### Podcast
Aktuell betreibt Liam Lynch einen sehr populären Podcast unter dem Namen LynchLand. Dieser enthält Videoanimationen, Lieder von seinen Alben und Auftritte spezieller Gäste. Derzeit haben rund 90 000 Leute seinen Podcast abonniert. Um diesen Dienst gratis zu betreiben, verkauft er Alben, T-Shirts und andere Merchandise-Produkte.

## Diskografie
- Eel
- Fake Songs
- History of America? (with Matt Crocco)
- Camp Sunny Side Up (with Matt Crocco)
- We’re All Nighters
- How to Be a Satellite
- United States of Whatever

## Auszeichnungen für Musikverkäufe
| Goldene Schallplatte - Australien - 2003: für die Single United States of Whatever |

| Land/RegionAuszeichnungen für Musikverkäufe (Land/Region, Auszeichnungen, Verkäufe, Quellen) | Gold  | Platin | Verkäufe | Quellen     |
| -------------------------------------------------------------------------------------------- | ----- | ------ | -------- | ----------- |
| Australien (ARIA)                                                                            | Gold1 | —      | 35.000   | aria.com.au |
| Insgesamt                                                                                    | Gold1 | —      |          |             |

## Trivia
- Dhani Harrison, der Sohn von George Harrison, hatte einen Auftritt in der dritten Episode von LynchLand. Er ist ein persönlicher Freund Lynchs.
- United States of Whatever ist der Rekordhalter für den kürzesten Song der die Top 10 der britischen Charts erreichte (Dauer: 1 Minute und 26 Sekunden).
- Lynch ist ein großer Befürworter des Klonens. Er ist einer der wenigen Besitzer eines kommerziell geklonten Haustieres. Seine Lieblingskatze, Frankie Forcefield, wurde im März 2006 getötet. Er kaufte einen erfolgreichen Klon im September 2006 bei Genetic Savings and Clone. Diese Katze heißt Finnigan Forcefield.